# Corneli el Centurió
Corneli (en grec, Κορνήλιος) fou un centurió romà, considerat com el primer gentil convertit al cristianisme en època dels apòstols, tal com narren els Fets dels apòstols.

## Relat bíblic
Centurió a Cesarea, capital de la província de Judea, Corneli apareix al Nou Testament com a home temorós de Déu, que pregava sovint i feia obres de caritat. Va tenir la visió d'un àngel que li deia que les seves oracions havien estat escoltades i que enviés a buscar Simó Pere, l'apòstol, que vivia a Jaffa a casa d'un tintorer anomenat Simó.
Al seu torn, Pere va tenir una altra visió (Fets, 10, v. 10-16) que li deia, mitjançant un símbol, que no considerés ni digués que era impur allò que Déu mateix havia purificat. Amb això, quan van arribar els homes enviats per Corneli, Pere va entendre que la visió volia dir que els gentils, aquells que no eren jueus, també podien ésser convertits i fer-se cristians: fins llavors, el cristianisme només s'havia difós entre jueus.
Quan Corneli va trobar Pere, va agenollar-se davant seu i Pere li donà la benvinguda. Pere li explicà el ministeri de Crist i la seva resurrecció, llavors l'Esperit Sant caigué sobre ells i Corneli i altres gentils van lloar Déu, amb el do de llengües, cadascú en la seva. Corneli i els seus acompanyants van ésser batejats llavors.

## Significació
Corneli podria ésser centurió de la Cohors II Italica Civium Romanorum o Cohors Italica segons la Vulgata.
La importància del baptisme de Corneli rau en el fet que, fins llavors, s'entenia que la fe cristiana havia de ser exclusiva per als jueus. Així s'obria la possibilitat que el cristianisme s'estengués per tot l'Imperi i entre tota mena de persona.

## Tradició posterior
Algunes tradicions narren que Corneli va esdevenir el primer bisbe de Cesarea o de Scepsis, a Mísia. Venerat com a sant per diverses confessions cristianes, la seva festivitat se celebra el 2 de febrer.